# Ferdinand Finke
Ferdinand Finke (* 1891; † 1945) war ein deutscher Polizeibeamter und Polizeidirektor in Jena.

## Leben
Finke stammte aus Barmen und wurde nach dem Schulabschluss zum Kriegsdienst eingezogen. Nach Ende des Ersten Weltkriegs ließ er sich in Preußen für den Militärdienst ausbilden. Danach stellte er sich im September 1919 im Stadtpolizeiamt Weimar als Polizeikommissar in den Dienst der Polizei. Als Polizeimajor wurde er am 17. Juni 1926 zum Direktor der Höheren Polizeischule in Jena ernannt. Am 19. Mai 1930 wurde Ferdinand Finke von der Landesregierung Thüringen zum neuen Polizeidirektor der Polizeidirektion Jena ernannt und blieb dies auch nach der Machtergreifung der Nationalsozialisten 1933.

## Schriften (Auswahl)
- (mit Wilhelm Messer): Das allgemeine Polizeirecht Thüringens. Systematisch dargestellt zum Gebrauch für Behörden, Polizei- u. Gendarmeriebeamte. Lehrbuch für den Unterricht. Deutscher Polizei-Verlag, Lübeck 1928.
- (mit anderen): Die thüringische Sicherheitspolizei. Systematisch dargestellt zum betr. für Behörden, Polizei- und Gendarmeriebeamte. Lehrbuch für den Unterricht. Deutscher Polizei-Verlag, Lübeck 1929.